# Calinaga aborica
Calinaga aborica är en fjärilsart som beskrevs av Robert Christopher Tytler 1915. Calinaga aborica ingår i släktet Calinaga och familjen praktfjärilar. Inga underarter finns listade i Catalogue of Life.